# Mattia Pasini
Pour les articles homonymes, voir Pasini.
Mattia Pasini (né le 13 août 1985 à Rimini, en Émilie-Romagne) est un pilote de vitesse moto italien.

## Biographie
Débutant en 125 cm3 en Afrique du Sud en 2004 sur les circuits du championnats du monde de vitesse, Mattia Pasini termine cette première saison à la 15e place. Mais à cette époque, il a déjà subi un grave accident en motocross qui a endommagé son bras et sa main droite, lui retirant toute force de ce côté. À cause de ce handicap ses motos sont adaptées au niveau des commandes.
Dès la saison suivante, il remporte deux victoires, en Chine et en Catalogne, terminant la saison au pied du podium à la 4e place. 
Il finit de nouveau 4e la saison suivante, empochant au passage deux nouvelles victoires en Italie et en Allemagne.
Pour la saison 2007, il remporte sa première course à Donington Park lors du Grand Prix moto de Grande-Bretagne, bien qu'il ait déjà occupé à 5 reprises la pole position sur 8 épreuves. Il confirme dès la course suivante, remportant le Grand Prix moto des Pays-Bas à Assen.
Mattia Pasini remporte la course Moto2 sur le circuit du Mugello le 4 juin 2017, devant Tom Lüthi et Alex Marquez. Sa précédente victoire avait eu lieu sur le même circuit 8 ans auparavant.
Lors de la saison 2018, il court avec l'équipe Italtrans Racing et remporte sa deuxième victoire en Moto 2. Il finira la saison à la 9e position avec 141 points.
Malgré ses performances en 2018, il ne participe pas à la saison 2019 de MotoGP, n'ayant pas trouvé d'équipe pour l'accueillir,.
Malgré son âge avancé pour la compétition, Mattia Pasini obtient deux wildcard pour la saison 2019 en championnat Moto2. Il effectue son premier remplacement chez Pons Flexbox à la suite de l'absence d'Augusto Fernandez. Pour la deuxième wildcard, c'est en remplacement de Jake Dixon qu'il officie dans le team Angel Nieto sur le circuit de Jerez. 
Il continue à disputer quelques courses Moto2 chaque année, au moins jusqu'en 2024 (à cette date il a roulé à Barcelone et au Mugello). 

## Palmarès

### Victoires en125cm3
| Année | Lieu du Grand Prix                 | Circuit                               | Ville                |
| ----- | ---------------------------------- | ------------------------------------- | -------------------- |
| 2005  | Grand Prix moto de Chine           | Circuit international de Shanghai     | Shanghai             |
| 2005  | Grand Prix moto de Catalogne       | Circuit de Catalogne                  | Barcelone            |
| 2006  | Grand Prix moto d'Italie           | Circuit du Mugello                    | Mugello              |
| 2006  | Grand Prix moto d'Allemagne        | Sachsenring                           | Hohenstein-Ernstthal |
| 2007  | Grand Prix moto de Grande-Bretagne | Donington Park                        | Castle Donington     |
| 2007  | Grand Prix moto des Pays-Bas       | TT Circuit Assen                      | Assen                |
| 2007  | Grand Prix moto de Saint-Marin     | Misano World Circuit Marco Simoncelli | Misano               |
| 2007  | Grand Prix moto du Japon           | Circuit de Motegi                     | Motegi               |

### Victoire en250cm3
| Année | Lieu du Grand Prix       | Circuit                         | Ville |
| ----- | ------------------------ | ------------------------------- | ----- |
| 2008  | Grand Prix moto du Qatar | Circuit international de Losail | Doha  |

### Victoires en Moto2
| Année | Lieu du Grand Prix          | Circuit               | Ville               |
| ----- | --------------------------- | --------------------- | ------------------- |
| 2017  | Grand Prix moto d'Italie    | Circuit du Mugello    | Mugello             |
| 2018  | Grand Prix moto d'Argentine | Circuit Ricardo Tormo | Termas de Río Hondo |

## Carrière en Grand Prix moto

### Par saison
(Mise à jour après le  Grand Prix moto du Qatar 2019)
| Sais  | Cat.    | Moto        | Course | Vict | Pod | Pole | M.tour | Pts  | Class | Titre |
| ----- | ------- | ----------- | ------ | ---- | --- | ---- | ------ | ---- | ----- | ----- |
| 2004  | 125 cm3 | Aprilia     | 16     | 0    | 0   | 0    | 0      | 54   | 15e   | -     |
| 2005  | 125 cm3 | Aprilia     | 15     | 2    | 6   | 0    | 0      | 183  | 4e    | -     |
| 2006  | 125 cm3 | Aprilia     | 16     | 2    | 6   | 2    | 2      | 192  | 4e    | -     |
| 2007  | 125 cm3 | Aprilia     | 17     | 4    | 5   | 9    | 2      | 174  | 5e    | -     |
| 2008  | 250 cm3 | Aprilia     | 16     | 1    | 4   | 0    | 0      | 132  | 8e    | -     |
| 2009  | 250 cm3 | Aprilia     | 16     | 1    | 5   | 0    | 0      | 128  | 5e    | -     |
| 2010  | Moto2   | Motobi      | 8      | 0    | 0   | 0    | 0      | 12   | 28e   | -     |
| 2010  | Moto2   | Suter       | 8      | 0    | 0   | 0    | 0      | 12   | 28e   | -     |
| 2011  | Moto2   | FTR         | 17     | 0    | 0   | 0    | 0      | 28   | 24e   | -     |
| 2012  | MotoGP  | Aprilia     | 14     | 0    | 0   | 0    | 0      | 13   | 22e   | -     |
| 2012  | Moto2   | FTR         | 1      | 0    | 0   | 0    | 0      | 0    | NC    | -     |
| 2013  | Moto2   | Speed Up    | 17     | 0    | 0   | 0    | 0      | 58   | 15e   | -     |
| 2014  | Moto2   | Forward KLX | 17     | 0    | 0   | 0    | 0      | 35   | 21e   | -     |
| 2014  | Moto2   | Kalex       | 17     | 0    | 0   | 0    | 0      | 35   | 21e   | -     |
| 2015  | Moto2   | Kalex       | 2      | 0    | 0   | 0    | 0      | 0    | NC    | -     |
| 2016  | Moto2   | Kalex       | 18     | 0    | 0   | 0    | 0      | 72   | 11e   | -     |
| 2017  | Moto2   | Kalex       | 18     | 1    | 3   | 5    | 1      | 148  | 6e    | -     |
| 2018  | Moto2   | Kalex       | 18     | 1    | 1   | 3    | 1      | 141  | 9e    | -     |
| Total |         |             | 208    | 11   | 29  | 16   | 5      | 1370 |       |       |

### Par catégorie
(Mise à jour après le  Grand Prix moto du Qatar 2019)
(Les courses en gras indiques une pole position)
| Année | Catégorie | Moto        | 1       | 2       | 3       | 4       | 5       | 6       | 7       | 8       | 9       | 10      | 11      | 12      | 13      | 14      | 15      | 16      | 17      | 18      | 19    | Pos. | Pts |
| ----- | --------- | ----------- | ------- | ------- | ------- | ------- | ------- | ------- | ------- | ------- | ------- | ------- | ------- | ------- | ------- | ------- | ------- | ------- | ------- | ------- | ----- | ---- | --- |
| 2004  | 125 cm3   | Aprilia     | RSA 13  | SPA Ret | FRA 12  | ITA 8   | CAT 11  | NED 11  | BRA 10  | GER 20  | GBR Ret | CZE 14  | POR 17  | JPN Ret | QAT 9   | MAL 7   | AUS 18  | VAL 11  |         |         |       | 15e  | 54  |
| 2005  | 125 cm3   | Aprilia     | SPA 4   | POR 8   | CHN 1   | FRA DNS | ITA 4   | CAT 1   | NED 3   | GBR Ret | GER Ret | CZE Ret | JPN 5   | MAL 3   | QAT 9   | AUS 4   | TUR 2   | VAL 3   |         |         |       | 4e   | 183 |
| 2006  | 125 cm3   | Aprilia     | SPA 3   | QAT 4   | TUR 17  | CHN 2   | FRA Ret | ITA 1   | CAT 4   | NED 7   | GBR 3   | GER 1   | CZE 6   | MAL 7   | AUS 3   | JPN 4   | POR Ret | VAL 9   |         |         |       | 4e   | 192 |
| 2007  | 125 cm3   | Aprilia     | QAT Ret | SPA Ret | TUR Ret | CHN 10  | FRA Ret | ITA 6   | CAT Ret | GBR 1   | NED 1   | GER Ret | CZE 2   | RSM 1   | POR 8   | JPN 1   | AUS 7   | MAL 8   | VAL 4   |         |       | 5e   | 174 |
| 2008  | 250 cm3   | Aprilia     | QAT 1   | SPA 2   | POR Ret | CHN 3   | FRA 3   | ITA 5   | CAT 6   | GBR Ret | NED Ret | GER 6   | CZE 7   | RSM Ret | IND C   | JPN 8   | AUS Ret | MAL Ret | VAL 9   |         |       | 8e   | 132 |
| 2009  | 250 cm3   | Aprilia     | QAT Ret | JPN 3   | SPA 6   | FRA Ret | ITA 1   | CAT 4   | NED Ret | GER Ret | GBR 3   | CZE 2   | IND Ret | RSM 2   | POR 8   | AUS Ret | MAL Ret | VAL Ret |         |         |       | 5e   | 128 |
| 2010  | Moto2     | Motobi      | QAT 6   | SPA Ret | FRA Ret | ITA Ret | GBR Ret | NED 14  | CAT     | GER     | CZE     | IND     |         |         |         |         |         |         |         |         |       | 28e  | 12  |
| 2010  | Moto2     | Suter       |         |         |         |         |         |         |         |         |         |         | RSM Ret | ARA Ret | JPN     | MAL     | AUS     | POR     | VAL     |         |       | 28e  | 12  |
| 2011  | Moto2     | FTR         | QAT Ret | SPA 13  | POR 20  | FRA 23  | CAT Ret | GBR Ret | NED 6   | ITA 20  | GER 19  | CZE 11  | IND 8   | RSM 17  | ARA Ret | JPN 14  | AUS Ret | MAL Ret | VAL Ret |         |       | 24e  | 28  |
| 2012  | MotoGP    | ART         | QAT 17  | SPA 14  | POR Ret | FRA 12  | CAT 17  | GBR Ret | NED 10  | GER Ret | ITA 15  | USA Ret | IND Ret | CZE 16  | RSM Ret | ARA 16  | JPN     | MAL     | AUS     |         |       | 22e  | 13  |
| 2012  | Moto2     | FTR         |         |         |         |         |         |         |         |         |         |         |         |         |         |         |         |         |         | VAL 25  |       | NC   | 0   |
| 2013  | Moto2     | Speed Up    | QAT Ret | AME 7   | SPA 15  | FRA 6   | ITA 24  | CAT 11  | NED 18  | GER 19  | IND 25  | CZE 14  | GBR 10  | RSM 11  | ARA 9   | MAL Ret | AUS 16  | JPN 10  | VAL 9   |         |       | 15e  | 58  |
| 2014  | Moto2     | Forward KLX | QAT 17  | AME 12  | ARG Ret | SPA 18  |         |         |         |         |         |         |         |         |         |         |         |         |         |         |       | 21e  | 35  |
| 2014  | Moto2     | Kalex       |         |         |         |         | FRA Ret | ITA Ret | CAT 6   | NED 17  | GER 8   | IND DNS | CZE 17  | GBR 9   | RSM 13  | ARA 21  | JPN Ret | AUS Ret | MAL 13  | VAL Ret |       | 21e  | 35  |
| 2015  | Moto2     | Kalex       | QAT     | AME     | ARG     | SPA     | FRA     | ITA 18  | CAT     | NED     | GER     | IND     | CZE     | GBR     | RSM 16  | ARA     | JPN     | AUS     | MAL     | VAL     |       | NC   | 0   |
| 2016  | Moto2     | Kalex       | QAT 16  | ARG 10  | AME 17  | SPA 12  | FRA 16  | ITA Ret | CAT 12  | NED 19  | GER 4   | AUT 13  | CZE 4   | GBR 9   | RSM 16  | ARA 12  | JPN 7   | AUS Ret | MAL 23  | VAL 7   |       | 11e  | 72  |
| 2017  | Moto2     | Kalex       | QAT 24  | ARG 20  | AME 22  | SPA 4   | FRA 5   | ITA 1   | CAT DSQ | NED 4   | GER 5   | CZE Ret | AUT 5   | GBR 2   | RSM Ret | ARA 2   | JPN 5   | AUS Ret | MAL 4   | VAL 19  |       | 6e   | 148 |
| 2018  | Moto2     | Kalex       | QAT 4   | ARG 1   | AME 7   | SPA 5   | FRA 18  | ITA Ret | CAT Ret | NED 11  | GER Ret | CZE 10  | AUT 4   | GBR C   | RSM 4   | ARA 8   | THA 6   | JPN 14  | AUS Ret | MAL 4   | VAL 4 | 9e   | 141 |